# DOOM (2016年のゲーム)
『DOOM』（ドゥーム）はDOOMシリーズの2度目のリブートとなるFPS・アクションゲーム。対応プラットフォームはWindows、PlayStation 4、Xbox One、Nintendo Switch。
マルチプラットフォームで展開された本作は、海外版は2016年5月13日に発売され、国内版は2016年5月19日に発売された。

## 概要
本作のゲームデザインは、ホラーゲームに近い物だったDOOM 3とは異なり、DOOMやDOOM Ⅱのように大量の敵を素早くなぎ倒していく物に回帰している。ただし、武器強化およびスキルツリー制によって徐々にできる事が増えていったり、一つの武器の複数の形態を使い分ける事ができたり、軽めのパルクール要素が追加されたり、敵の動きが複雑になっていたりと、90年代のオリジナルと比べてゲームメカニクスが複雑になっている。
物語と舞台設定はまたしても仕切り直されており、主人公の設定が宇宙海兵隊の生き残りから異世界出身の戦士へと変わっている他、毎作登場している大企業のUACも設定が大きく異なっている。
音楽はミック・ゴードンが務め、様々な賞で音楽部門の受賞を果たした。

## ストーリー
舞台は西暦2145年。テラフォーミングされた火星は、今や人類にとって欠かすことのできない資源「アージャントエネルギー」の供給元となっていた。地獄から資源を採集・精製している世界最大規模の企業「UAC」の火星施設では危険な研究や実験が日々繰り広げられていた。
そんな中、UAC研究員であるオリビア・ピアス博士の企みにより、突如として獰猛で強力な数多のデーモンが出現。その結果、総勢6万人の職員がいた火星施設はほぼ壊滅し、地獄絵図と化した。それだけに収まらず、オリビア博士は地球に資源を届ける施設「アージャントタワー」を利用し、閉じることのない地獄へと続く穴「ヘルポータル」を開いて、地獄の魔物たちを引き入れようと画策していた。
事態を重く見た施設の責任者サミュエル・ハイデン博士は、地獄の遺物である石棺に眠る殺戮者ドゥームスレイヤーを永い眠りから解放し、オリビア博士の計画を阻止しようとする。
眠りから覚めたドゥームスレイヤーは「プラエトルスーツ」を纏い、施設内に置かれた様々な武器や装具を調達。火星と地獄を巡る壮絶な闘いを繰り広げた末、オリビア博士や無数のデーモンを殲滅するだけに留まらず、アージャントエネルギーすらも破壊し、ヘルポータルの閉鎖にも成功する。
その後、火星へと戻ったドゥームスレイヤーの前に現れたのはハイデン博士だった。博士は事態を収拾したドゥームスレイヤーを称えながらも、アージャントエネルギーが人類の存続にとって必要不可欠と考えているため、それを破壊しようとする彼の存在は今後の人類にとって邪魔な存在だと結論付けた。そして、ハイデン博士の手によりドゥームスレイヤーが転送されるところで物語は幕を閉じる。

## システム
本作のゲームプレイシステムの特徴として、移動がシリーズ初期の作品のように非常に高速であること、また、同時期のFPSジャンルの作品で一般的な、一定時間攻撃を受けないとライフが自動回復するシステムを採用していないこと、そして、敵に一定のダメージを与えると「グローリーキル」という特殊な近接必殺攻撃が発動でき、グローリーキルで倒した敵からは確実にライフ回復アイテムを入手することが可能、というものがある。この為、他の同時期のFPSのように、遮蔽物に隠れながら戦うのではなく、縦横無尽にエリアを駆け回り、アグレッシブに敵を壊滅するプレイスタイルが推奨されている。
一方で、2000年以降のFPSに多く採用されるアップグレード要素も導入され、体力、防御力、武器の性能や弾薬数などが特定のチャレンジやアイテムの発見で強化できるほか、手榴弾や透明化など、一定期間ごとに利用可能な特殊装備を使用できるようにもなっている。キャンペーン中には成功すると様々な効果を持つルーンを取得できる「ルーントライアル」も各所に配置されている。
マルチプレイヤーでは6人対6人の最大12人で対戦が可能で「チームデスマッチ」「ソウルハーベスト」「ドミネーション」「ウォーパス」「フリーズタグ」「クランアリーナ」の計6種類のルールを選択できる。

## 本編の登場人物
ドゥームスレイヤー（Doom Slayer）
主人公。プラエトルスーツに身を包み、次元を超えて歩き回れる唯一の人間。驚異的な力とスピードを併せ持つ。地獄に関わるものすべてを憎悪しており、破壊しつくそうとする。
地獄の第一紀に復讐に目覚めた、何事にも動じない不屈で高潔な捕食者。地獄のデーモンをことごとく皆殺しにして闇の時代を終わらせる寸前にまで持ち込んだ。その名は恐怖の象徴として地獄中に轟き渡っており、地獄の各所にはドゥームスレイヤーへの恐怖を刻んだ石碑が存在している。デーモンの罠により石棺に封じ込められ、永い間眠りについていたところ、地獄の調査に来たハイデン博士によって回収された。
大事故の発生を抑制しようとするハイデン博士の手によって石棺が開かれたことで目を覚まし、無慈悲な殺戮者となって火星と地獄に蔓延る数多ものデーモンを駆逐し始める。その怒りの矛先はデーモンのみならず、この大惨事を「必要な犠牲」と言い切るハイデン博士などのUACやアージャントエネルギーにも向けられており、デーモンを滅ぼすのに必要なこともあって火星のアージャントタワーを躊躇なく破壊していく。最終的にはデーモンを皆殺しにして地獄へのポータルを閉じた際、ハイデン博士によってクルーシブルを奪われ、地獄へと送り返される。
その正体については続編Doom Eternalにて明かされることとなる。
DOOMシリーズの主人公の名前が公式に定められたのは本作が初めてであり、それ以前はファンによる非公式の通称であるドゥームガイ（Doomguy）と呼ばれる事が多かった。
サミュエル・ハイデン（Samuel Hayden）
UAC火星施設の責任者で、アージャントエネルギーの開発者。約130歳。エネルギーを地球に送り届ける施設、アージャントタワー建設中に末期の脳腫瘍を患い、治療のため3mを超える機械の身体となった。
人類文明発展のためには地獄の開拓とエネルギー採取が必要不可欠と考えており、約6万人のUAC職員が死亡した今回の惨事も人類が進歩するための代償と捉えている。
事態の収拾を図ろうとドゥームスレイヤーを目覚めさせた。ドゥームスレイヤーを支援していく中でデーモンの脅威と殲滅の必要性を実感する一方、長年の研究で作り出した貴重なアージャントエネルギーの生産施設を彼の手で壊滅させられた事で、ドゥームスレイヤーを「理解はできるが協調は取れない」と判断、クルーシブルを引き取って再び地獄へと送り返す。
オリビア・ピアス（Olivia Pierce）
UACの女性研究者で、地獄やデーモンを崇めるカルトの教祖。地獄と共謀して火星施設を壊滅させた張本人。かつてハイデン博士とは師弟関係にあった。重度の障害を負ったことで強化手術を受けているが、それでもなお苦痛に苛まれていることが、デーモン信仰と今回の大惨事に繋がった。
火星施設に勤めるUAC職員の大半をポゼストへと変異させ、施設内に捕獲されていた研究用のデーモンたちを解き放って施設を壊滅状態へと導いた。自分が「永遠の命を持つ地獄の女王」となる代わりに火星と地獄をヘルポータルで繋ぐ契約をデーモンと交わしており、地獄の軍勢を火星に侵略させようと企む。
アージャントタワーを通じてヘルポータルを開放することには成功するも、ドゥームスレイヤーの復活を阻止する事ができず、最後にはデーモンによって「永遠の命」として異形の姿を授けられた上でドゥームスレイヤーの前へ送り込まれる。
VEGA（ベガ）
声 - 高宮俊介
火星施設に配属されたAI。50歳の男性の人格を与えられている。ナビゲーターとして、主人公のデーモン殲滅をハイデン博士と共にサポートする。
超高性能なAIである彼の動力源は天文学的な出力のジェネレーターによって賄われており、最終的には地獄へのポータルを閉じるため、自己の破壊をいとわずその強大なエネルギーをドゥームスレイヤーに提供した。
この際、ドゥームスレイヤーはプラエトルトークンを通して彼のバックアップデータを取得している。

## 登場モンスター

### 通常
ポゼスド（Possessed）
ヘルエネルギーを吸収した人間の成れの果て。科学者や兵士、エンジニアなど、元の人間に合わせた多数の種類が存在する。
アンウィリング（Unwilling）
完全に地獄の支配下に落ちたポゼスド。能力に変わりはない。
インプ（Imp）
機動力が高い小型デーモン。縦横無尽に動き回り、火球と爪で攻撃してくる。
プロウラー（Prowler）
インプと同型の小型デーモン。マルチプレイのみに登場。
ゴアネスト（Gore Nests）
デーモンに殺されたUAC職員の死体をより合わせて作られた、地獄へと繋がる量産型パイプライン。進行には破壊が必須だが、破壊時に多数のデーモンが出現しバトルが開始される。
ヘルナイト（Hell Knight）
格闘に特化した中型デーモン。タフで足が速く、執拗に高威力の格闘攻撃を仕掛けてくる。
ヘルレーザー（Hell Razer）
比較的耐久に優れる小型デーモン。ポゼスド・ソルジャーの右腕に取りつく形で登場し、レーザーで遠距離から攻撃してくる。
サモナー（Summoner）
インプの上位種でワープ移動する中型デーモン。他のデーモンの召喚が可能で、障害物を貫通する攻撃を仕掛ける。
ハーベスター（Harvester）
サモナーと同型の中型デーモン。マルチプレイのみに登場。
レヴナント（Revenant）
UACが人の屍体と機械を組み合わせて作り上げた中型デーモン。両肩のロケットからミサイルを撒き散らす。
マンキュバス（Mancubus）
鈍重な巨体を持つ大型デーモン。火炎弾や火炎放射など攻撃が多彩で、近距離でも強力な攻撃を持っている。
サイバーマンキュバス（Cyber-Mancubus）
UACの手で耐久力や火力、手数を強化されたマンキュバス。炎の代わりに強力な酸を発射する。
カコデーモン（Cacodemon）
一つ目の大きな頭のような中型デーモン。高い耐久性を持ち、浮遊しながら遠距離攻撃を繰り出す。
ロストソウル（Lost Soul）
頭部だけの小型デーモン。追尾して自爆特攻を行う。耐久力は低い。
バロン・オブ・ヘル（Baron of Hell）
高威力の攻撃を次々と繰り出す大型デーモン。高い耐久性を持つ上に、ジャンプ攻撃も仕掛けてくる。
ピンキー（Pinky）
装甲で覆われた中型デーモン。高速で突進をしてくる。弱点は背中だが、旋回が速いため背中を取るのは難しい。
スペクター（Spectre）
透明な姿をしたピンキーと同型の中型デーモン。ピンキーと比べると耐久力はやや低い。

### ボス
サイバーデーモン（Cyberdemon）
オリビア博士が作り出したデーモン。大型デーモンと最新兵器を融合させ、動力源にアージャントアキュムレーターを使用している。右腕にはブレード、左腕にはガウスキャノンを装備し、背中からは多数のミサイルを放出することが可能。
ヘルガード（Hell Guards）
クルーシブルを守っている大型デーモン。バリアを張りながら戦う１体を倒した後は、連携して攻撃してくる２体と同時に戦わねばならない。右腕の棍棒で近距離攻撃、左腕の杖で遠距離攻撃を行うなど多彩な攻撃パターンを持つ。
スパイダー・マスターマインド（Spider Mastermind）
オリビア博士の成れの果て。むき出しの脳髄と多数の兵器が装備された機械多脚からなる姿をしており、ラスボスに相応しい高い火力と耐久性を持つ。足を使った近接攻撃の他にも、プラズマガンやレーザー、機雷、毒霧など多彩な攻撃手段を有する。

## 用語・世界観

### 組織・生物
ユニオン・エアロスペース・コーポレーション（Union Aerospace Corporation）
通称UAC。世界的流通を握る世界有数の大企業。火星の裂け目から放出されたヘルエネルギーを採掘。清潔で制御可能なアージャントエネルギーに浄化し、地球や周辺コロニーに資源として送り届けている。
ナイトセンチネル（Night Sentinels）
かつてアージャント・ドヌールという都市国家を守護していた騎士団。しかし戦いの中で一人のセンチネルが裏切ったことによりアージャント・ドヌールは陥落、ナイトセンチネルもまた全滅したとされる。ドゥームスレイヤーの前に時おり幻影として現れる。
ディーグ・グラブ（Deag Grav）
地獄の司祭。1人のナイトセンチネルに対して、戦場で失われた息子を返す見返りにレイスの元へ案内するよう取引を行った。その後、レイスに呪いをかけてデーモンへと変貌させ、アージャント・ドヌールを陥落させた。ディーグ・グラブは裏切ったナイトセンチネルと交わした約束を守ったが、呼び戻した息子は既にデーモンへ変貌していたという。
レイス（Wraith）
太古からアージャント・ドヌールにて祀られていた怪物。強力なエネルギーを放ち続け、ドヌールの住人たちはレイスを恐れ敬うと同時にその恩恵を受けていた。
ナイトセンチネルたちによって守衛されていたが、裏切ったセンチネルの一人に手引きされたディーグ・グラブがかけた呪いにより、現在はデーモンとなってヘルエネルギーを生み出し続ける存在と化している。
セラフィム（Seraphim）
太古の時代に恐るべき力とスピードをドゥームスレイヤーに授けたとされる者。

### 資源・道具
プラエトルスーツ（Praetor Suit）
ドゥームスレイヤーが身に纏っているアーマー。石棺と共に発見された地獄の遺物で、ドゥームスレイヤーが着用することで起動する。エリアスキャン能力やパワーアップ効果、環境抵抗など多数の追加機能が存在する。
アージャントエネルギー（Argent Energy）
エネルギー危機に瀕した地球の存続のために作られた無限の資源。その原料は火星の裂け目から発見されたヘルエネルギーで、長い年月をかけて科学と調和させて作られていた。
開発者はハイデン博士。次元転移も可能なもので、今回の事件以前は安全に使用されており、地球や周辺のコロニーの生産的な生活を支えていたという。
ヘルエネルギー（Hell Energy）
火星の地表でアージャントの裂け目から発見された地獄のエネルギー。
アージャントアキュムレーター（Argent Accumulator）
莫大な量のアージャントエネルギーを蓄える容器。オリビア博士がヘルポータルを開放させるために使った他、サイバーデーモンの動力源としても利用されている。
ヘリックスストーン（Helix Stone）
地獄から火星へUACが持ち出した大きな石の遺物。UACの地獄に関する研究や理解は、石に書かれた碑文を基に引き出されている。
ザ・ウェルから放出されるヘルエネルギーを資源に変える方法やドゥームスレイヤーの居場所に導くなどの恩恵をもたらした一方で、オリビア博士がカルト教祖となった元凶でもある。
クルーシブル（The Crucible）
火星と地獄の繋がりを断つことが可能な唯一の遺物。複数のヘルガードによって守られている。入手することが出来れば、ザ・ウェルからのエネルギーを吸収し、ヘルポータルを永久に閉鎖することが出来る。
BFG 9000
UACによって開発されていた試作兵器。その威力は絶大で、作中において最強の威力と攻撃範囲を持つ。終盤、ドゥームスレイヤーの手に渡る。

### 施設・場所
アージャントエネルギータワー（Argent Energy Tower）
精製されたアージャントエネルギーを圧縮し、地球や周辺のコロニーに撃ち出して届ける施設。開発者はハイデン博士。
作中ではアージャントタワーと呼ばれている。ちなみに、終盤でメインウェポンとして入手できるガウスキャノンは、この建物の仕組みを元に作られている。
ヘルポータル（Hell Portal）
次元を超えて、火星と地獄をつなぐことの出来る穴。一度開くと人類の技術では閉じることができない。
カディンガー至聖所（Kadingir Sanctum）
石棺に入ったドゥームスレイヤーやプラエトルスーツ、大量の碑文・文献資料が発見された地獄の神殿群。ドゥームスレイヤーはこの場所で罠にかけられ、封印されることになった。
ハイデン博士は調査隊を組んで調査に乗り出したが、デーモンたちの激しい抵抗に遭い、遺物を持って生きて火星に帰ってきたのはハイデン博士だけだった。
ザ・ウェル（The Well）
地獄の世界から火星へとヘルエネルギーが流れ出ている場所。
ラザロラボ（Lazarus Labs）
オリビア博士やその部下が普段から使用していた研究施設。彼女らの手によって、ヘリックスストーンの保管が行われていた。
この施設において、オリビア博士はデーモンを監房から解き放ち、ヘルウェーブを起動してUAC職員の半数以上を無理矢理ポゼスドに変異させた。
アージャント・ドヌール（Argent D'Nur）
ザ・ウェルの元の姿。太古は多くの人間が住み着いていた難攻不落の神聖な都市で、レイスという怪物を神聖視していた。レイスがデーモンの軍勢に奪取された際に陥落した。

## 評価
ゲーム雑誌「ファミ通」でのクロスレビューは、40点満点中32点でゴールド殿堂入りを果たした。
ゲームアワード2016では、Best Music/Sound Design部門とBest Action Game部門の2つを受賞した。
他にも、SXSWゲーム賞ではExcellence in Gameplay部門とExcellence in Musical Score部門を受賞。D.I.C.E. AwardsではOutstanding Original Music Composition部門での受賞をしている。